# علیرضا رهایی
علیرضا رهایی (زاده ۱۳۳۲ در کازرون فارس ) رئیس سابق دانشگاه صنعتی امیرکبیر (پلی تکنیک)، چهره ماندگار و دبیرکل مجمع دانشگاهیان انقلاب اسلامی است. او قبلاً معاون آموزشی و تحصیلات تکمیلی دانشگاه آزاد بوده و تقریباً نزدیک به سه دهه است که مسئولیت ریاست کارگروه شورای عالی برنامه‌ریزی وزارت علوم در رشته‌های فنی مهندسی را بر عهده دارد. علیرضا رهایی پیش از این؛ هم‌زمان با حفظ سمت مشاور امور زیربنایی مرکز پژوهش‌های مجلس (۱۳۹۹)، نایب رئیس تشکیلات اندیشکده‌های استانی مجلس شورای اسلامی نیز بوده و نزدیک به یک دهه نماینده وزارت علوم در کمیسیون هم ارزی (وزارت راه) را عهده‌دار بوده است.
علیرضا رهایی مسئولیت عضویت در شوراهای مشورتی متعددی از جمله کمیته آمایش (شورای عالی انقلاب فرهنگی) شورای عالی امور زیربنایی حمل و نقل وزارت راه و ترابری (۱۳۷۹)، شورای تدوین مقررات ملی ساختمان(۱۳۸۱)، شورای تدوین آیین‌نامه بتن ایران (آبا) (۱۳۷۷) و سایر شوراهای مشورتی دانشگاه صنعتی امیرکبیر را نیز عهده‌دار بوده است.

## اوایل زندگی و تحصیل
علیرضا رهایی روز ۳۱ مهر سال ۱۳۳۲ در شهر کازرون متولد شد. در سال ۱۳۵۰ در دبیرستان البرز تهران در رشته ریاضی، مدرک دیپلم و در سال ۱۳۵۴ از دانشگاه صنعتی امیر کبیر مدرک کارشناسی گرفت. وی نهایتاً از دانشگاه پیر و ماری کوری فرانسه به اخذ درجه کارشناسی ارشد و دکترای رشته مهندسی عمران گرایش سازه نائل آمد؛ همچنین او در سال ۱۳۸۹ به عنوان یک چهره ماندگار برگزیده و در سال ۱۴۰۲ به عنوان استاد برتر سرآمد آموزش عالی کشور انتخاب شد.

## مسئولیت‌های علمی
علیرضا رهایی، رئیس دانشگاه پلی تکنیک و عضو هیئت علمی مهندسی عمران در گرایش سازه و زلزله، مشاور ارشد امور زیربنایی مرکز پژوهش‌های مجلس شورای اسلامی، عضو هیئت تحریریه تنها مجله IIS ایران با نام IJCE) international journal of civil engineering) و فصلنامه جاده می‌باشد. وی دبیر علمی اولین کنفرانس ملی کاربرد کامپوزیت‌ها در صنعت ساخت در سال ۱۳۹۵ و رئیس کلیه ادوار کنفرانس بین‌المللی پل در سال‌های متمادی بوده است. همچنین، رئیس هیئت تحریریه مجله اساس نیز می‌باشد. تألیف بیش از ۱۱۰ مقاله علمی و نیز نزدیک به ۱۰ کتاب در زمینه مهندسی سازه از جمله سوابق علمی ایشان است. ایشان مدیریت آموزش و جذب نیروی انسانی وزارت راه و ترابری در سال ۱۳۶۰، مدیریت پروژه سازه فرودگاه بین‌المللی امام خمینی، مدیریت مجتمع مخابراتی دوم تهران و مدیریت ده‌ها پروژه دیگر را عهده‌دار بوده است.

#### ریاست دانشگاه صنعتی امیرکبیر
پس از انقلاب، در سال ۱۳۷۵ و بعد از محمدحسین سلیمی نمین، رئیس دانشگاه امیرکبیر شد. در دولت نهم، در سال ۱۳۸۴ پس از احمد فهیمی‌فر در یک دورهٔ نه ساله تا سال ۱۳۹۳ مجدداً این سمت به او داده شد. او در دوره تصدی دانشگاه اقدامات متعددی جهت توسعه آموزشی و پژوهشی انجام داده است که از جمله آن‌ها می‌توان به راه اندازی بیش از ۲۴ مرکز تحقیقاتی و ۳۰ دوره آموزشی تحصیلات تکمیلی اشاره کرد. او در این دوره اقدام به تخریب دفتر انجمن اسلامی دانشگاه صنعتی امیرکبیر و تعلیق فعالیت آنان نمود. یکی از اعضای انجمن اسلامی آن دوره، مجید توکلی بود. همچنین عده‌ای این دوره را مصادف با اوج سرکوب فعالان دانشجویی دانشگاه صنعتی امیرکبیر می‌دانند. وی مجدداً و برای سومین بار در دولت سیزدهم،‌ در مرداد ماه ۱۴۰۲ به‌عنوان رئیس دانشگاه صنعتی امیرکبیر معرفی و منصوب شد. وی در روز ۳۱ خرداد ۱۴۰۴ از سمت ریاست برکنار و عباس سروش،‌ به عنوان سرپرست دانشگاه، جایگزین وی شد.
به دوره‌های ریاست او انتقادات شدیدی مبنی بر سرکوب خاموش استادان، دانشجویان و تشکلات دانشجویی وجود دارد.

#### رئیس هیئت مدیره انجمن مهندسین ایران

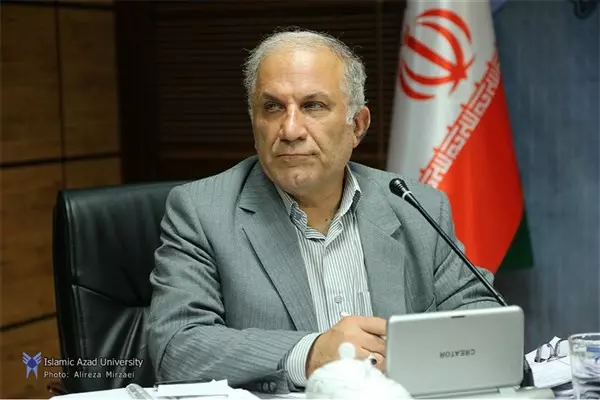
به گزارش روابط عمومی واحد تهران مرکزی به نقل از روابط عمومی دانشگاه آزاد اسلامی؛ علیرضا رهایی معاون آموزشی و تحصیلات تکمیلی دانشگاه آزاد اسلامی با اشاره به استقرار سامانه‌های مرتبط با حوزه آموزش در این دانشگاه اظهار داشت: امسال برای اولین بار در پردازش و پذیرش دانشجو از سامانه داخلی دانشگاه که در مرکز سنجش طراحی شده، استفاده کردیم که صرفه جویی قابل ملاحظه‌ای به دنبال داشت.

انجمن مهندسی عمران ایران فعالیت خود را در سال ۱۳۷۲ زیر نظر وزارت علوم، تحقیقات و فناوری در دسته‌بندی فنی و مهندسی آغاز نمود. علیرضا رهایی ریاست این مجموعه را عهده‌دار است و بنیان‌گذار و سردبیر نشریه اساس تحت عنوان این مجموعه است.

#### معاون مطالعات زیربنایی مرکز پژوهش‌های مجلس
علیرضا زاکانی رئیس این مرکز، در راستای تفکیک ساختار معاونت‌های پژوهشی به منظور چابک سازی و کارآمد سازی بیشتر، طی حکمی علیرضا رهایی را به عنوان معاون مطالعات زیربنایی مرکز پژوهش‌های مجلس منصوب کرد.

#### مشاور مطالعات زیرساخت مرکز مطالعات و برنامه‌ریزی شهر تهران
عطاءالله رفیعی آتانی، رئیس مرکز مطالعات و برنامه‌ریزی شهر تهران در تیرماه ۱۴۰۲ با صدور حکمی علیرضا رَهایی را به عنوان «سرپرست معاونت مطالعات زیرساخت» مرکز مطالعات و برنامه‌ریزی شهر تهران منصوب کرد.

#### معاونت آموزش و تحصیلات تکمیلی دانشگاه آزاد اسلامی
علی محمد نوریان، سرپرست دانشگاه آزاد اسلامی با صدور حکمی در ۲۴ خرداد ماه ۱۳۹۶ علیرضا رهایی را به عنوان معاون آموزش و تحصیلات تکمیلی این دانشگاه منصوب کرد.

## دیگر مسئولیت‌های اجرایی

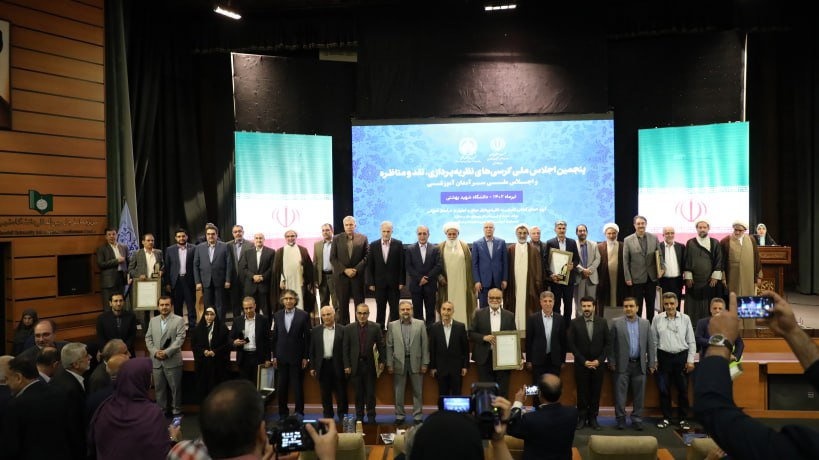
مراسم تقدیر از علیرضا رهایی با حضور وزیر علوم، تحقیقات و فناوری [https://aut.ac.ir/content/14566/دکتر-%C2«Ø¹ÙÛØ±Ø¶Ø§-Ø±ÙØ§ÛÛ%C2»-Ø§Ø³ØªØ§Ø¯-Ø¯Ø§ÙØ´Ú¯Ø§Ù-ØµÙØ¹ØªÛ-Ø§ÙÛØ±Ú©Ø¨ÛØ±-Ø¨Ù-Ø¹ÙÙØ§Ù-Ø³Ø±Ø¢ÙØ¯-Ø¢ÙÙØ²Ø´Û-Ø§ÙØªØ®Ø§Ø¨-Ø´Ø¯ روابط عمومی دانشگاه صنعتی امیرکبیر

- رئیس هیئت مدیره سازمان توسعه راه‌های ایران
- رئیس گروه برنامه‌ریزی فنی و مهندسی وزارت علوم، تحقیقات و فناوری، ۱۳۷۴–۱۳۸۷
- مسئولیت آموزش و جذب نیروی انسانی وزارت راه و ترابری
- مسئولیت گروه فنی و مهندسی شورای عالی برنامه‌ریزی، ۱۳۷۴
- معاون آموزشی دانشگاه امیرکبیر، ۱۳۷۳

## عضویت‌ها
- عضو شورای عالی امور زیربنایی حمل و نقل وزارت راه و ترابری
- عضو شورای تدوین آئین‌نامه بتن ایران
- عضو شورای تدوین مقررات ملی ساختمان
- عضو هیئت مدیره شرکت مهندسی فرودگاه‌های کشور وابسته به وزارت راه و ترابری
- عضو شورای عالی برنامه‌ریزی و شورای گسترش آموزش عالی

## کتاب‌ها
- طراحی مخازن بتن پیش‌تنیده، ۱۴۰۱
- مبحث نهم مقررات ملی ساختمان: طرح و اجرای ساختمان‌های بتن آرمه، ۱۳۹۲
- راهنمای مبحث نهم طرح و اجرای ساختمان‌های بتن آرمه،۱۳۹۰
- اجرای سازه‌های بتنی، (۱۳۸۹)
- طرح و اجرای ساختمان‌های بتن آرمه (مبحث نهم مقررات ملی ساختمان کشور)، ۱۳۸۸
- اصول مهندسی پی، انتشارات دانشگاه صنعتی امیرکبیر، ۱۳۸۶
- ترمیم و تقویت سازه‌های بتن مسلح با الیاف پلیمری مرکب، ۱۳۸۴
- بررسی عملکرد آسیب‌پذیری و به‌سازی پل‌ها، ۱۳۸۴
- ارزیابی عملکرد و روش‌های مقاوم‌سازی سازه‌های بتنی، ۱۳۸۳
- طرح و محاسبه سازه‌های بتن مسلح (چاپ ۱ و ۲ و ۳)، ۱۳۸۲
- چکیده مقالات اولین کنفرانس ایمن‌سازی و به‌سازی سازه‌ها، ۱۳۸۱
- ارزیابی عیوب و روش‌های ایمن‌سازی سازه‌های فولادی، ۱۳۸۱
- ارزیابی مقاومت و روش‌های ایمن‌سازی سازه‌های بتنی، ۱۳۸۰
- طراحی پل‌های فولادی مدرن، (۱۳۷۹)
- اصول مهندسی پی (چاپ ۱ و ۲ و ۳ و ۴)، ۱۳۷۸
- طرح و محاسبه سازه‌های بتن مسلح، ۱۳۷۸
- اصول مهندسی پی، ۱۳۷۷
- طرح پل (چاپ ۱ و ۲)، ۱۳۶۳